# Real Halcones
Real Halcones ist ein mexikanischer Fußballverein aus Pachuca im Bundesstaat Hidalgo.

## Herrenfußball
Die Männerfußballmannschaft (dt. Falken) spielt derzeit (2017/18) in der viertklassigen Tercera División und trägt ihre Heimspiele im rund einhundert Kilometer südwestlich von Pachuca gelegenen Estadio Ana Gabriela Guevara von Ciudad López Mateos im Bundesstaat México aus.

## Frauenfußball
Die Frauenfußballmannschaft (früher Real Halcones Femenil) erreichte in der Apertura 2016 die Finalspiele um die Categoría Premier der mexikanischen Frauenfußballmeisterschaft, die (mit 3:3 und 0:4) gegen die Selección Puebla verloren wurden. Die Frauenfußballmannschaft trägt ihre Heimspiele gegenwärtig im Estadio Capula von Tepotzotlán (ebenfalls im Bundesstaat México gelegen) aus.
Die bisher bekannteste Spielerin war die langjährige mexikanische Nationalspielerin Mónica Ocampo, die 2012 bei Real Halcones Femenil aktiv war.